# Ушанування пам'яті Євромайдану, Революції Гідності та Небесної сотні
Небесна сотня — урочиста назва протестувальників, загиблих під час Революції гідності (грудень 2013 — лютий 2014). У пам'ять про Євромайдан і Небесну сотню перейменовано та названо низку вулиць і площ, складено пісні та літературні твори, знято фільми, відкрито пам'ятники, випущено медалі.

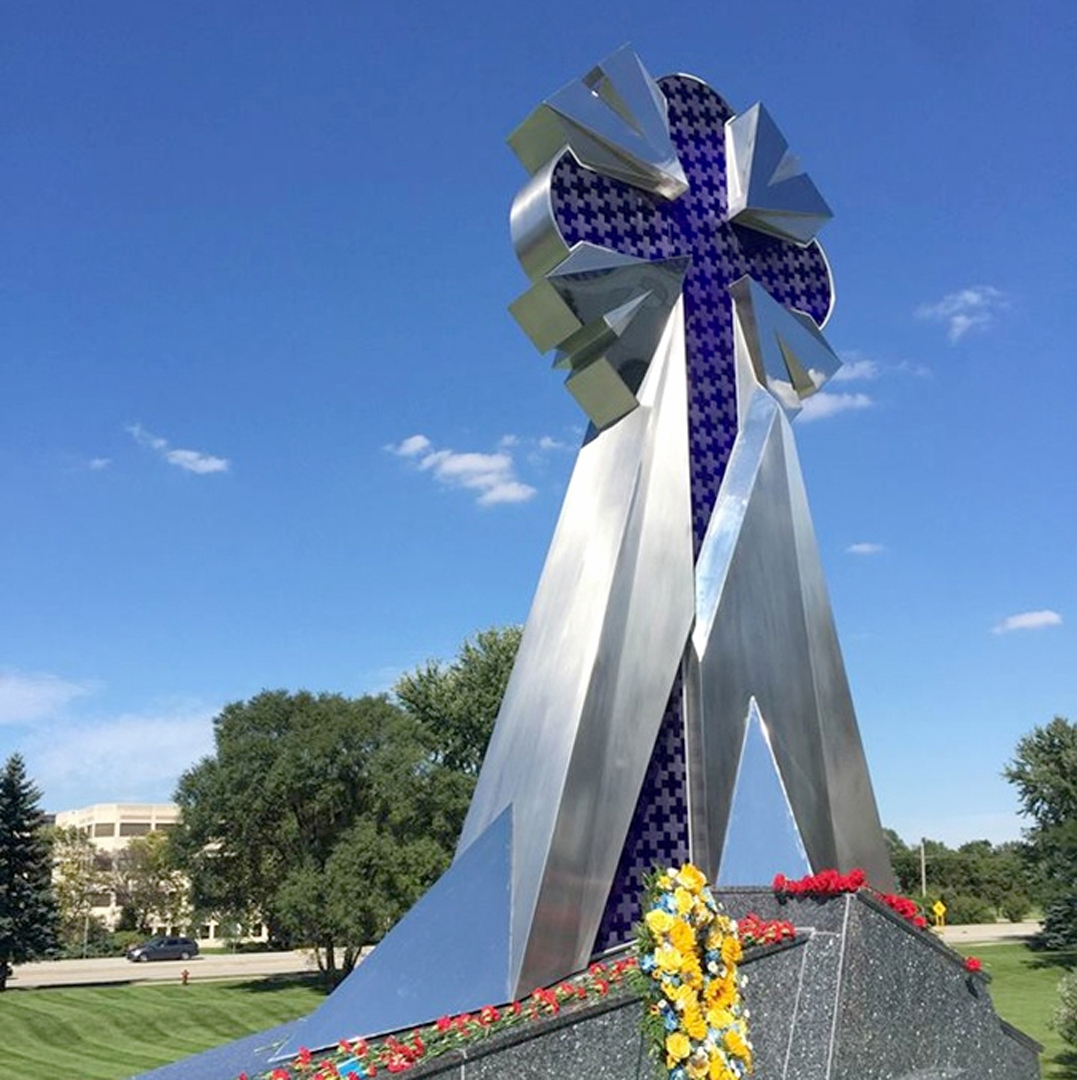
Пам’ятник Небесній Сотні та усім Героям, що поклали життя за Україну, м.Блумінгдейл, США.

Перший пам'ятник Небесній Сотні та всім загиблим Героям України був урочисто відкритий 20 вересня 2015 року в передмісті Чикаго Блумінґдейл поряд із кафедральним храмом святого Андрія Первозванного. Гроші на спорудження монумента зібрала українська громада США. Подію підтримав і сенатор Джон Маккейн. Пам'ятник виконаний у вигляді хреста і знаходиться неподалік від головної вулиці міста, що дає змогу якомога більшій кількості людей дізнатися про справжніх героїв української держави. Авторами монумента стали відомий скульптор, заслужений художник України Євген Прокопов та архітектор Орест Бараник.

## У назвах вулиць і площ
| Населений пункт                | Дата       | Стара назва                  | Нова назва                                     | Примітка |
| ------------------------------ | ---------- | ---------------------------- | ---------------------------------------------- | --- |
| Тернопіль                      | 23.01.2014 | м-н Мистецтв                 | пл. Героїв Євромайдану                         | на честь осіб, які загинули під час сутичок демонстрантів із міліцією на вулиці Грушевського у Києві, а також через численні факти побиття мирних громадян |
| Вінниця                        | 21.02.2014 | пл. Радянська                | пл. Героїв Майдану                             | з метою увіковічення пам'яті героїв Майдану |
| Вінниця                        | 27.02.2014 | пл. Театральна               | Майдан Небесної Сотні                          | з метою увіковічення пам'яті героїв Майдану |
| Старокостянтинів               | 21.02.2014 | вул. Вокзальна               | вул. Бондарчука                                | на честь Героя Майдану Бондарчука Сергія Михайловича |
| Дніпро                         | 22.02.2014 | пл. В. І. Леніна             | пл. Героїв Майдану                             | |
| Дніпро                         | 28.01.2015 | пр-т Калініна                | пр-т Сергія Нігояна                            | |
| Козятин                        | 23.02.2014 | вул. Леніна                  | вул. Героїв Майдану                            | |
| Козятин                        | 23.02.2014 | площа без назви              | пл. Героїв Майдану                             | |
| с. Свидівок Черкаської області |            | вул. Леніна                  | вул. Героїв Небесної Сотні                     | |
| Кропивницький                  | 24.02.2014 | пл. Кірова                   | пл. Героїв Майдану                             | |
| Кропивницький                  | 24.02.2014 | вул. Дзержинського           | вул. Віктора Чміленка                          | |
| Луцьк                          | 26.02.2014 | площа без назви              | пл. Героїв Майдану                             | набуло чинності з 1.03.2014 |
| Луцьк                          | 24.06.2015 | пр-т Перемоги (част.)        | пр-т Василя Мойсея                             | набуло чинності з 1.08.2015 |
| Ніжин                          | 26.02.2014 | вул. Леніна                  | вул. Небесної сотні                            | |
| Канів                          | 27.02.2014 | пл. Ярмаркова                | пл. імені Героїв Майдану                       | |
| Канів                          | 1.04.2014  | вул. Леніна (част.)          | вул. Героїв Майдану                            | набуло чинності з 1.06.2014 |
| Косів                          | 27.02.2014 | вул. Гвардійська             | вул. Небесної сотні                            | |
| Бар                            | 28.02.2014 | вул. Пролетарська            | вул. Героїв Майдану                            | |
| Бар                            | 14.04.2014 | нова алея                    | алея «Небесної сотні»                          | |
| Знам'янка                      | 28.02.2014 | площа без назви              | пл. Героїв Майдану                             | |
| Олевськ                        | 28.02.2014 | вул. Зої Космодем'янської    | вул. Небесної Сотні                            | |
| Олевськ                        | 28.02.2014 | вул. Московська              | вул. Героїв Майдану                            | |
| Олевськ                        | 28.02.2014 | пров. 1-й Московський        | пров. 1-й Героїв Майдану                       | |
| Олевськ                        | 28.02.2014 | пров. 2-й Московський        | пров. 2-й Героїв Майдану                       | |
| Хмельницький                   | 5.03.2014  | вул. Театральна              | вул. Героїв Майдану                            | |
| Володимир-Волинський           | 6.03.2014  | вул. Соборна (част.)         | вул. Небесної Сотні                            | |
| Чернівці                       | 6.03.2014  | вул. Червоноармійська        | вул. Героїв Майдану                            | |
| Чернівці                       | 6.03.2014  | вул. Василя Чапаєва          | вул. імені Олександра Щербанюка, Героя України | |
| Чернівці                       | 6.03.2014  | вул. Івана Стасюка           | вул. Небесної Сотні                            | |
| Чернівці                       | 27.03.2014 | вул. Михайла Фрунзе          | вул. Василя Аксенина                           | |
| Тлумач                         | 7.03.2014  | пл. Вічева                   | пл. Героїв Майдану                             | |
| Ізяслав                        | 12.03.2014 | нова площа                   | пл. Героїв Майдану                             | враховуючи трагічні події, які сталися в м. Києві в січні — лютому 2014 року, з метою увіковічення пам'яті загиблих                                        |
| Івано-Франківськ               | 13.03.2014 | вул. Проєктна                | вул. Романа Гурика                             | |
| Івано-Франківськ               | 21.03.2014 | вул. Мечникова               | вул. Сотника Сергія Дідича                     | |
| Стрий                          | 25.03.2014 | вул. Зелена                  | вул. Андрія Корчака                            | |
| Стрий                          | 25.03.2014 | вул. Замкова                 | вул. Героїв Небесної Сотні                     | |
| Стрий                          | 20.01.2015 | нова вулиця                  | вул. ім. Сергія Нігояна                        | |
| смт Теофіполь                  | 25.03.2014 | вул. Леніна                  | вул. Небесної Сотні                            | |
| смт Теофіполь                  | 25.03.2014 | нова площа                   | пл. Героїв Майдану                             | |
| Бережани                       | 27.03.2014 | вул. Галана                  | вул. Сергія Нігояна                            | |
| Бережани                       | 8.05.2014  | вул. Ватутіна                | вул. Героїв Майдану                            | |
| Ковель                         | 27.03.2014 | площа без назви              | пл. Героїв Майдану                             | |
| смт Ратне                      | 3.04.2014  | нова площа                   | пл. Героїв Майдану                             | з метою увіковічнення пам'яті про героїв Майдану |
| Львів                          | 10.04.2014 | вул. Гвардійська             | вул. Героїв Майдану                            | |
| Жмеринка                       | 11.04.2014 | нова площа                   | пл. Героїв Майдану                             | з метою вшанування пам'яті загиблих активістів Майдану під час акцій протесту в м. Києві у січні-лютому 2014 року                                          |
| Кам'янка                       | ?          | вул. Леніна                  | вул. Героїв Майдану                            | |
| Ужгород                        | 29.05.2014 | вул. Уральська               | вул. Небесної Сотні                            | |
| Житомир                        | 18.06.2014 | вул. Московська              | вул. Небесної сотні                            | |
| Житомир                        | 19.02.2016 | вул. Бугайченко              | вул. Якова Зайка                               | перейменовано в рамках «декомунізації» |
| Липовець                       | 15.07.2014 | вул. Леніна (част.)          | вул. Героїв Майдану                            | |
| с. Руська Поляна               | 16.07.2014 | вул. Леніна                  | вул. Небесної Сотні                            | |
| Шепетівка                      | 31.07.2014 | вул. Карла Маркса            | вул. Героїв Небесної Сотні                     | |
| Шепетівка                      | 31.07.2014 | пров. Карла Маркса           | пров. Героїв Небесної Сотні                    | |
| Шепетівка                      | 31.07.2014 | пров. Шварца                 | пров. Миколи Дзявульського                     | |
| Червоноград                    | 27.08.2014 | вул. Перемоги                | вул. Героїв Майдану                            | |
| Київ                           | 20.11.2014 | вул. Інститутська (част.)    | алея Героїв Небесної Сотні                     | |
| Київ                           | 19.02.2016 | вул. Ілліча                  | вул. Юрія Пасхаліна                            | перейменовано в рамках «декомунізації» |
| Гадяч                          | 11.12.2014 | вул. Леніна                  | вул. Героїв Майдану                            | |
| Рівне                          | 18.12.2014 | вул. Кіквідзе                | вул. Небесної сотні                            | |
| с. Дубове                      | 19.02.2015 | нова вулиця                  | вул. Небесної Сотні                            | |
| Запоріжжя                      | 25.03.2015 | пл. Жовтнева                 | м-н Героїв                                     | з метою увічнення пам'яті громадян України, що віддали життя за свободу та незалежність України                                                            |
| Волочиськ                      | 21.04.2015 | нова вулиця                  | вул. Героїв Майдану                            | одна з семи вулиць і провулків у новому мікрорайоні |
| Буча                           | 25.06.2015 | вул. Комсомольська           | вул. Героїв Майдану                            | перейменовано в рамках «декомунізації» |
| Буча                           | 25.06.2015 | пров. Комсомольський         | пров. Героїв Майдану                           | перейменовано в рамках «декомунізації» |
| Черкаси                        | 21.07.2015 | вул. Леніна (част.)          | вул. Небесної Сотні                            | перейменовано в рамках «декомунізації» |
| Харків                         | 20.11.2015 | м-н Руднєва                  | м-н Героїв Небесної Сотні                      | на честь Євгена Котляра та Владислава Зубенка — харків'ян, що загинули під час подій на Євромайдані; перейменовано в рамках «декомунізації»                |
| Бровари                        | 25.12.2015 | вул. Возз'єднання            | вул. Героїв Небесної Сотні                     | на честь Небесної Сотні; перейменовано в рамках «декомунізації»                                                                                            |
| Фастів                         | 29.01.2016 | вул. Горького                | вул. Андрія Саєнка                             | перейменовано в рамках «декомунізації» |
| Фастів                         | 29.01.2016 | пров. Горького               | пров. Андрія Саєнка                            | перейменовано в рамках «декомунізації» |
| Фастів                         | 29.01.2016 | вул. 9 Січня                 | вул. Небесної Сотні                            | перейменовано в рамках «декомунізації» |
| Фастів                         | 29.01.2016 | пров. 9 Січня                | пров. Небесної Сотні                           | перейменовано в рамках «декомунізації» |
| Боярка                         | 16.02.2016 | вул. Миколи Островського     | вул. Героїв Небесної Сотні                     | перейменовано в рамках «декомунізації» |
| Глухів                         | 16.02.2016 | вул. Першотравнева           | вул. Героїв Небесної Сотні                     | набуло чинності з 18.02.2016, перейменовано в рамках «декомунізації»                                                                                       |
| Кременчук                      | 18.02.2016 | вул. Жовтнева                | вул. Ігоря Сердюка                             | перейменовано в рамках «декомунізації» |
| Кременчук                      | 18.02.2016 | вул. Пролетарська            | вул. Небесної Сотні                            | перейменовано в рамках «декомунізації» |
| Кременчук                      | 18.02.2016 | сквер Котлова                | сквер Небесної Сотні                           | перейменовано в рамках «декомунізації» |
| Сміла                          | 18.02.2016 | вул. Петровського            | вул. Героїв Небесної Сотні                     | перейменовано в рамках «декомунізації» |
| Сміла                          | 18.02.2016 | пров. Петровського           | пров. Героїв Небесної Сотні                    | перейменовано в рамках «декомунізації» |
| Сміла                          | 18.02.2016 | вул. Рєпіна (част.)          | вул. Юрія Пасхаліна                            | |
| Суми                           | 18.02.2016 | вул.Антонова                 | вул. Олексія Братушки                          | перейменовано в рамках «декомунізації» |
| Суми                           | 18.02.2016 | вул. Федька                  | вул. Героїв Небесної Сотні                     | перейменовано в рамках «декомунізації» |
| Кам'янське                     | 19.02.2016 | вул. Тельмана                | вул. Сергія Нігояна                            | перейменовано в рамках «декомунізації» |
| Кам'янське                     | 19.02.2016 | пров. Тельмана               | пров. Сергія Нігояна                           | перейменовано в рамках «декомунізації» |
| Кам'янське                     | 19.02.2016 | 1-й пров. Тельмана           | 1-й пров. Сергія Нігояна                       | перейменовано в рамках «декомунізації» |
| Кам'янське                     | 19.02.2016 | 2-й пров. Тельмана           | 2-й пров. Сергія Нігояна                       | перейменовано в рамках «декомунізації» |
| Ізмаїл                         | 19.02.2016 | вул. Сергія Лазо             | вул. Героїв Майдана                            | перейменовано в рамках «декомунізації» |
| Переяслав-Хмельницький         | 19.02.2016 | вул. Щорса                   | вул. Небесної Сотні                            | перейменовано в рамках «декомунізації» |
| Переяслав-Хмельницький         | 19.02.2016 | пров. Щорса                  | пров. Небесної Сотні                           | перейменовано в рамках «декомунізації» |
| Херсон                         | 19.02.2016 | вул. 40 років Жовтня (част.) | вул. Небесної сотні                            | перейменовано в рамках «декомунізації» |
| Христинівка                    | 19.02.2016 | вул. Воровського             | вул. Небесної сотні                            | перейменовано в рамках «декомунізації» |
| Христинівка                    | 19.02.2016 | вул. Жовтневої революції     | вул. Революції Гідності                        | перейменовано в рамках «декомунізації» |
| Христинівка                    | 19.02.2016 | пров. Воровського            | пров. Небесної Сотні                           | перейменовано в рамках «декомунізації» |
| с. Драгово Закарп. обл.        | 12.03.2016 | вул. Леніна                  | вул. Героїв Небесної Сотні                     | перейменовано в рамках «декомунізації» |
| с. Іванівці Закарп. обл.       | 21.03.2016 | вул. Радянська               | вул. Героїв Небесної Сотні                     | перейменовано в рамках «декомунізації» |
| с. Преображенка Запор. обл.    | 21.03.2016 | вул. Щорса                   | вул. Героїв Небесної Сотні                     | перейменовано в рамках «декомунізації» |
| Рахів                          | 25.03.2016 | вул. Гагаріна                | вул. Петра Гаджі                               | перейменовано в рамках «декомунізації» |
| Полтава                        | 20.05.2016 | вул. Леніна                  | вул. Небесної Сотні                            | перейменовано в рамках «декомунізації» |
| Полтава                        | 20.05.2016 | вул. Революційна             | вул. Революції Гідності                        | перейменовано в рамках «декомунізації» |

Білборд у Василькові: «Небесна сотня. Загинули не марно!»

- 26 лютого 2014 року, Луцька міська рада надала скверу в місті назву Героїв Майдану.
- 5 березня 2014 року, депутати Хмельницької міськради ухвалили рішення про вшанування пам'яті Героїв Майдану, згідно з яким:
  - технологічному багатопрофільному ліцею з загальноосвітніми класами присвоєно ім'я Артема Мазура;
  - на розі вулиць Соборної та Героїв Майдану з боку Хмельницького університету управління та права буде встановлено меморіальний комплекс на честь «Небесної сотні».
- 27 березня 2014 року, Бережанська міська рада один зі скверів міста назвала на честь Устима Голоднюка[72].
- 29 березня 2014 року, в м. Ніжині, біля бібліотеки Ніжинського державного університету серед композиції з автомобільних шин, бруківки та світлин загиблих героїв Небесної сотні відбулося відкриття меморіальної дошки Небесній сотні. Дозвіл для розміщення меморіального знаку міська влада не поспішала надавати, тому мешканці зібрали понад 500 підписів та встановили меморіальний знак[73].
- 18 лютого 2016 року, сквер Котлова у Кременчуку перейменовано на сквер Небесної Сотні[57].
- 18 лютого 2016 року, сквер біля Будинку Рад у Смілі найменовано сквером Героїв Небесної Сотні.

Також запропоновано перейменувати вулиці у Дрогобичі та Мені, однак рішення наразі не прийняті.

## Церемоніал вшанування пам’яті Героїв Небесної Сотні
В січні 2022 року, в ході пресконференції, державний експерт Міністерства у справах ветеранів України Максим Зубов повідомив, що міністерство працює над створенням церемоніалу вшанування пам’яті Героїв Небесної Сотні. Він уточнив, що після створення повного проєкту церемоніалу, його планується розіслати до обласних державних адміністрацій з рекомендацією проведення в ході Дня Героїв Небесної Сотні, а також Дня Гідності та Свободи - саме відповідно до церемоніалу. "Основна мета цього церемоніалу - це гідне вшанування пам’яті Героїв Небесної Сотні на державному рівні у кожному куточку нашої країни", - пояснив представник Мінветеранів.

## У музиці
- Російська реп-група 25/17 присвятила «Небесній Сотні» та подіям на Майдані свою пісню «Рахунок»;
- Український композитор Валентин Сильвестров присвятив Сергієві Нігояну свій диптих «…І вам слава, сині гори» та «Со святими упокой…»[75], а також написав хоровий цикл «Майдан»[76];
- Марія Бурмака присвятила пам'яті загиблих героїв пісню «Він іде по воді».
- Гайдамаки присвятили пам'яті загиблих майданівців пісню «Дерев'яні щити».
- Протягом березня-квітня 2014 року концерти пам'яті небесної сотні проходили в різних концертних установах, зокрема в Національній філармонії в Києві[77], в обласних філармоніях у Львові[78], Ужгороді[79], Вінниці[80], Кіровограді[81], Сумах[82][83], Хмельницькому[84], Тернополі[85][86], Івано-Франківську[87][88], Чернігові[89] та в Чернівцях[90], в музичному театрі в Полтаві[91], на концертних майданчиках у Луцьку[92], в Черкасах[93], в Дрогобичі[94], в Самборі[95], Виноградові[96] та інших містах.
- Ораторія «З нами Бог» режисера Сергія Проскурні на музику Олександра Щетинського, Алли Загайкевич та Івана Небесного, присвячена Героям Небесної Сотні та військовим що воюють на сході України, була поставлена на Софіївській площі до 23-ї річниці Незалежності України[97].
- Композитор Ярослав Злонкевич та поетка Ірина Чуйко присвятили пам'яті загиблих майданівців пісню «Герої не вмирають!».
- Гурт Mad Heads присвятив Євромайдану пісню «Молода кров»[98]
- Леонід Грабовський присвятив симфонічний твір «Credo in nostra vittora» до 5-ї річниці Євромайдану[99]

## У літературі

Обкладинка збірки поезії «Материнська молитва. Українки — героям Майдану»

Першою книжкою, присвяченою подіям Євромайдану, є збірка жіночої поезії «Материнська молитва. Українки — героям Майдану». Презентація книги видавництвом «Наш Формат» та засновниками Мистецького порталу «Жінка-УКРАЇНКА» відбулася 9 березня 2014 у день 200-річчя від народження тараса Шевченка в Українському домі на Європейській площі Києва в рамках Відкритого університету Майдану.
Наразі письменники з України та інших країн написали вже численні твори (в основному — вірші) про події на Майдані, про майданівців, присвяти Героям Майдану і Небесної сотні. Десятки віршів покладені на музику.
Видавничий дім «Чорнильна Хвиля» приймає до розгляду поетичні твори українською мовою, які були написані з початку Євромайдану та присвячені революційним подіям в Україні для публікації в книзі.
Збірник тематичних віршів про Майдан і Неоголошену війну готують у Полтаві.
Існують різні оцінки художньої цінності цих творів. Літературознавець та журналіст Ірина Славінська так висловилась з цього приводу:
|  | Я читала чимало опублікованих у нас книжок «про Євромайдан». І вони всі назагал жахливі. Крім, може, збірок першоджерел-статусів-твітів-колонок. Крім, може, частини поезії. Оце дочитала «Євромайдан. Хроніка в новелах» і традиційно роздратувалася: люди продовжують гнати графоманський порожняк, але з євромайданною вивіскою. |

Доцент кафедри журналістики Університету «Україна» Ніна Головченко їй заперечує: 
|  | Так, часом твори не фахові, дуже суб’єктивні, чи, навпаки, банальні. Але вони щирі. А щирість почуттів у будь-якому форматі треба поважати. І літературознавчий аналіз варто робити фахово, не обпльовуючи побіжно, можливо, і незграбний, але відвертий вірш чи статус автора… |

Влітку 2015 року в Тернополі видали 3D-книгу «Небесна сотня: історія нескорених». Виручені з продажу видання кошти підуть на встановлення в місті пам'ятника Героям Небесної сотні.
Збірки віршів:
- «Не умолкай, Майдан, не умолкай!» херсонського автора Віктора Залевського[109]
- Збірка поезій про Небесну сотню // Упорядник Леся Воронюк. — Чернівці, «Букрек». 2014[110].
- «Нотатки з Майдану» духівника Тернопільської духовної семінарії о. Петра Половка[111].

## У кінематографі
- Документальний фільм «Небесна сотня» із серії «Зима, що нас змінила» (1+1 продакшн, Вавилон'13).
- Документальний фільм «Майдан» режисера Сергія Лозниці.

Музей Небесної Сотні у Івано-Франківську

## Музеї
Національний музей Революції Гідності
Заклад створений 18 листопада 2015 року та віднесений до сфери управління Українського інституту національної пам'яті.
Музей Небесної сотні у місті Івано-Франківськ
Музей відкрито у вересні 2015 року по вул. Коновальця, 46.

Музей Небесної Сотні у Івано-Франківську.

Ідея належить художнику Роману Бончуку.
У музеї представлені мистецькі роботи, присвячені Євромайдану, а також артефакти Революції гідності. Серед них: інсталяція з шин і каміння, саморобна зброя, щити, бочки, каски, стріляні гільзи, скульптури скорботних янголів та портрети 107 загиблих майданівців. Всього в експозиції музею 600 експонатів.
Музей Революції гідності та свободи в місті Тернополі
Музей відкрито 19 лютого 2016 року в Тернопільські школі № 18. Ідея створення музею належить вчителям та учням школи. В експозиції музею представлено оригінали документів Тернопільської міської ради, бронежилети, каски, щити, побутові речі, протигази, респіратори майданівців, а ще гільзи, навіть беркутівські каски, які зняли наші майданівці, є також книги про події на Майдані, картини на тему Майдану, фотографії.

### Експозиції у музеях
18 березня 2014 року у 16-му залі Вінницького обласного краєзнавчого музею відкрито розділ постійної експозиції «Героям слава!», присвячений бійцям «Небесної сотні», загиблим під час Революції Гідності у Києві в січні-лютому 2014 року.

## У скульптурі

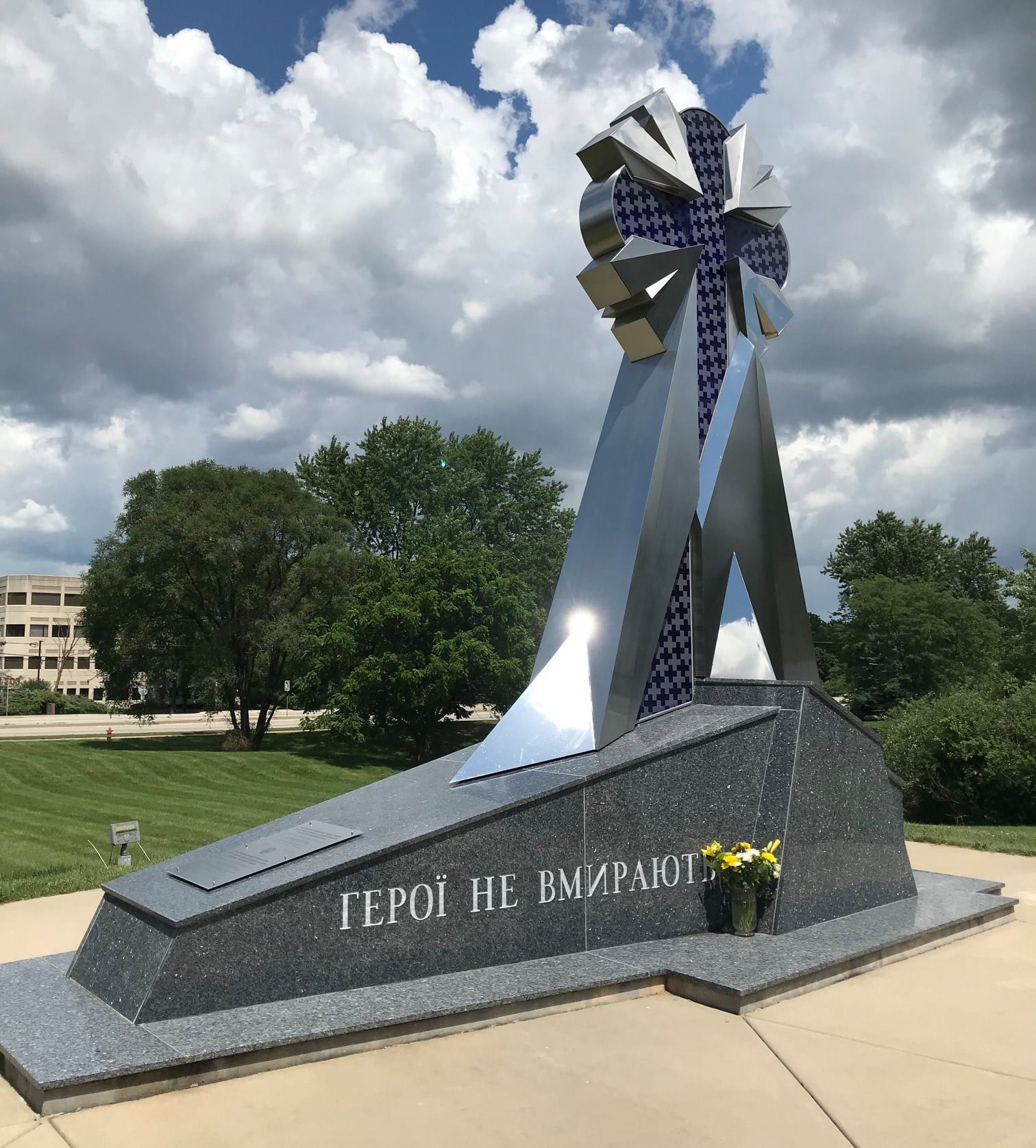
Пам'ятник на вшанування Небесної сотні та всіх загиблих Героїв України - перший у США та поза межами України пам'ятник героям Революції гідності в м. Блумінґдейл (Іллінойс), поблизу Чикаго, поряд з Українською православною церквою Святого Андрія у Блумінґдейлі. Скульптор - Євген Прокопов, архітектор - Орест Бараник. 2015.

З ініціативи студентів електромеханічного факультету і факультету «Бізнесу виробництва» Тернопільського національного технічного університету в травні 2014 року біля одного з корпусів вишу встановлений пам'ятний знак Небесної Сотні. До проєкту долучилися також меценати, козацькі формування Тернопільщини.
Пам'ятник, автором якого є Микола Шевчук та ще близько 20-ти людей, відкрили у травні 2014 в Теребовлі Тернопільської області. В основі задуму — три покоління чоловіків. На голові, на грудях і на шиї — сліди від куль, три птахи позаду і над головами людей — символи їхніх чистих душ. На постаменті викарбувані слова з поеми «Кавказ» Т. Шевченка, прочитаної Сергієм Нігояном за декілька днів до смерті.
21 червня 2014 року, в центрі Сум відкрили меморіальну дошку в пам'ять героїв Небесної Сотні та бійців Революції Гідності та встановили флагшток з червоно-чорним прапором як символом боротьби українського народу з режимом Януковича і прихильниками Путіна на Сході України.
30 червня 2014 року, у селищі Брацлав Немирівського району Вінницької області, з ініціативи місцевих активістів Майдану, було відкрито і освячено пам'ятник Героям Небесної Сотні.
На початку серпня 2014 року, поблизу собору Борщівської ікони Пресвятої Богородиці в м. Борщові відбулось урочисте відкриття і освячення Меморіального комплексу Небесної Сотні. За рішенням міської ради вулицю, на якій він розташований, названо алеєю Героїв Небесної Сотні.
У Зарваницькому духовному центрі у липні 2015 в лісі поблизу Хресної дороги розпочалося будівництво каплиці-меморіалу на честь загиблих героїв Небесної сотні та воїнів АТО. Усередині планується вмонтувати монітор, на якому постійно буде відображатися інформація про Героїв. Наріжний камінь під будівництво освятив блаженнійший Святослав.
14 жовтня 2014 року, у місті Гайсин Вінницької області в центральному парку культури та відпочинку ім. Богдана Хмельницького за ініціативи 27- ї сотні Майдану було урочисто відкрито пам'ятник Героям Небесної Сотні.
18 січня 2015 року, у вінницькому сквері Козицького встановили пам'ятник «Небесній Сотні». Офіційне його відкриття відбулося 22 січня.
Одними з перших монументальні пам'ятники героям Небесної сотні у Луцьку, у Ківерцях (серпень 2015), Чемерівцях (грудень, 2015).
20 вересня 2015 року був відкритий та освячений перший у США пам'ятник героям Революції гідності поряд з Українською православною церквою Святого Андрія в м. Блумінґдейл (Іллінойс), поблизу Чикаго. Скульптор - Євген Прокопов, архітектор - Орест Бараник.
12 квітня 2016 року, у португальському місті Брага відкрили пам'ятник Героям Небесної сотні.
14 жовтня 2016 року був відкритий Пам'ятник Небесній сотні в місті Тернополі.
24 серпня 2022 року у Запоріжжі в парку Перемоги відкрився пам'ятник Героям Небесної Сотні.

## Монети і пам'ятна медаль
|            |  |  |
| Євромайдан |  |  |

|                    |  |  |
| Революція гідності |  |  |

|               |  |  |
| Небесна сотня |  |  |

31 березня 2014 року Національний банк випустив пам'ятну медаль «Небесна сотня на варті», авторами якої стали художник-скульптор — Анатолій Дем'яненко та скульптор — Володимир Атаманчук. На аверсі медалі зображено архангела Михаїла в оточенні українського орнаменту; під ним написи: «Мамочко, вибач за чорну хустину, за те, що віднині будеш сама. Тебе я любив і любив Україну, вона, як і ти, була в мене одна.» та «Героям слава!». На реверсі — герої подій українського Майдану на барикаді, один із яких тримає синьо-жовтий Державний Прапор України (використано тамподрук); угорі напис «Небесна сотня на варті».
18 лютого 2015 року Національний банк ввів у обіг три пам'ятні монети номіналом 5 гривень кожна — «Євромайдан», «Революція гідності» та «Небесна сотня». Монети відносяться до серії «Героям Майдану», яка увічнює пам'ять полеглих і події, що відбулися в Україні протягом листопада 2013 року — лютого 2014 року та увійшли в історію як Революція гідності.
Пам'ятна монета «Євромайдан» присвячена протестним акціям, що відбулися в Україні і були наповнені прагненням до змін, європейського напряму розвитку нашої держави. Монета під назвою «Революція гідності» символізує громадянську мужність і патріотизм, які виявили громадяни України всіх національностей, прагнучи розвивати та зміцнювати демократичну державу, конституційні засади демократії, права і свободи людини. «Небесна Сотня» — монета, яка вшановує пам'ять героїв, котрі стали символом гідності, кожен з яких здійснив особистий подвиг, повставши проти насилля та несправедливості, віддавши найцінніше — своє життя за нову відроджену Україну.
Пам'ятні монети виготовлено з нейзильберу, тираж кожної — 100 тисяч штук. Усі монети, вартістю по 29 гривень кожна, є дійсними платіжними засобами України. Вони обов'язкові до приймання без будь-яких обмежень за їх номінальною вартістю до всіх видів платежів, а також для зарахування на рахунки, вклади, акредитиви та для переказів.

## Інше
Петриківські майстрині із Дніпропетровщини Галина Назаренко та Олена Ярмолюк створили писанку, присвячену пам'яті Героїв Небесної Сотні.
В одному з парків Праги встановили 107 дерев'яних хрестів, кожен з яких — як зображення героя Небесної Сотні.
3 квітня 2014 року, працівники Почаївського лісництва та Кременецького лісового господарства, представники міської та районної влади Кременеччини, ГО Народна самооборона в урочищі «Нестерівщина» Почаївського лісництва ДП «Кременецьке лісове господарство» заклали Ліс пам'яті Героїв Небесної сотні (площею 1,9 га) та встановили камінь і знак пам'яті. Таку ж ініціативу з посадки пам'ятного лісу реалізували працівники ДП «Бучацьке лісове господарство», учні Зубрецької загальноосвітньої школи та громадськість Бучаччини біля с. Зубрець. Акцію «Майбутнє лісу в твоїх руках» в Криницькому лісництві ДП «Бучацьке лісове господарство» провели школярі Ковалівської ЗОШ, працівники Монастириської РДА, Олешівської та Ковалівської сільських рад, представники МНС та бучацькі лісівники: на площі в квадраті 56 виділі 8.4 висаджено ялиною звичайною державний герб України — тризуб. Закладено камінь, на якому буде поміщено пам'ятну таблицю про те, що вказані лісові культури створені в пам'ять «Небесної сотні». Загалом на території держлісфонду зростає вже понад 10 гектарів лісів Небесної сотні.
24 березня 2014 року, студенти і викладачі Тернопільського національного економічного університету, до яких долучилися громадські діячі та представники влади, висадили сто лип, заклавши алею пам'яті Героїв Небесної сотні, що ростиме неподалік від центрального корпусу вишу.

## Відзначення державними нагородами загиблих героїв Небесної Сотні
24 лютого 2014 року Верховна Рада України ухвалила Постанову № 774-VII «Про вшанування учасників збройних конфліктів під час мирних акцій протесту», якою передбачено звернутися до наступного Президента України з пропозицією посмертно надати звання Герой України полеглим цивільним учасникам збройних конфліктів під час мирних акцій протесту в Україні впродовж листопада 2013 — лютого 2014 року (згідно зі ст. 112 Конституції України, Голова Верховної Ради України в період виконання ним обов'язків Президента України не мав повноважень нагороджувати державними нагородами).
26 червня 2014 року, Президент України П. О. Порошенко вніс до Верховної Ради України законопроєкт щодо встановлення ордена Героїв Небесної Сотні для відзначення осіб за громадянську мужність, патріотизм, відстоювання конституційних засад демократії, прав і свобод людини, активну благодійну, гуманістичну, громадську діяльність в Україні, самовіддане служіння Українському народу, виявлені під час Революції гідності (листопад 2013 року — лютий 2014 року), інших подій, пов'язаних із захистом незалежності, суверенітету і територіальної цілісності України. Закон прийнятий Верховною Радою України 1 липня 2014 року.
21 листопада 2014 року, коли вперше відзначався День Гідності та Свободи, Президент України Петро Порошенко під час зустрічі з родинами загиблих активістів підписав Указ про присвоєння 99 героям Небесної Сотні звання Герой України з удостоєнням ордена «Золота Зірка». У зв'язку з тим, що звання Герой України може бути присвоєно виключно громадянам України, три іноземці, які загинули під час Революції Гідності, були нагороджені орденом Героїв Небесної Сотні.

## День Героїв Небесної Сотні
11 лютого 2015 року, згідно Указу Президента України Петра Порошенка було встановлено День Героїв Небесної Сотні, що відзначається щорічно 20 лютого.

## Медаль «За жертовність і любов до України»
На початку липня 2015 року церковними медалями «За жертовність і любов до України» посмертно нагородив сто шість Героїв Небесної сотні Предстоятель Української православної церкви Київського Патріархату Філарет. Відзнаки вручили родичам загиблих, також кожній родині передали книгу-трилогію, у якій висвітлені події Революції Гідності. За загиблими героями Небесної Сотні відслужили панахиду у Михайлівському Золотоверхому соборі.

## «Територія гідності»
У березні 2014 року було анонсовано проведення міжнародного відкритого конкурсу на концепцію оновленого громадського простору ядра міста Києва із матеріалізацією подій революції гідності, який згодом отримав назву «Територія гідності». Конкурс тривав протягом року, а його результати були оголошені 16 червня 2015. Згідно з розпорядженням Кабінету міністрів України, у 2016 році заплановано утворити державний заклад «Меморіальний комплекс Героїв Небесної Сотні — Музей Гідності», і віднести його до сфери управління Українському інституту національної пам'яті.

## Назва комахи Nebesna sotnia
Українські науковці відкрили новий викопний вид одноденки віком близько 40 мільйонів років і дали йому символічну назву Nebesna sotnia - на честь Героїв Небесної Сотні та всіх українців, які віддали життя за свободу і гідність. Комаху-самця виявили у шматку балтійського бурштину. Завдяки добре збереженій будові крил і тіла вчені змогли визначити, що вона належить до рідкісної родини Ameletopsidae -нині її представники зустрічаються лише в Південній Америці, Австралії та Новій Зеландії.

## Реєстр пам'яток
Відповідно до Наказу Міністерства культури України від 15 жовтня 2014 року N 869 до Державного реєстру нерухомих пам'яток України було занесено пам'ятки історії:
- Місце бойових дій та масової загибелі громадян в районі вул. Грушевського у м. Києві під час акцій протесту у лютому 2014 року — вул. Грушевського 1,2,3,4 (охоронний номер 937-Кв)
- Місце бойових дій та масової загибелі громадян в районі вул. Інститутської у м. Києві під час акцій протесту у лютому 2014 року — вул. Інститутська, 2, 3, 4, 5 (охоронний номер 946-Кв)